# Eino Rahja
Eino Rahja (1885 - 1936) foi um político fino-russo que se juntou ao Partido Bolchevique em 1903. Rahja organizou a fuga temporária de Lênin para a Finlândia no verão de 1917. Durante a Guerra Civil Finlandesa, Rahja foi um dos mais habilidosos líderes dos Vermelhos. Após os Vermelhos terem perdido a guerra, fugiu para a URSS onde viveu pelo resto de sua vida e tornou-se, por exemplo, um comandante do exército (komkor) no exército vermelho.